# Pablo González Huebra
Pablo González Huebra   (La Alberca, 1802 - La Alberca, 1872), fou un catedràtic d'història i institucions de dret civil d'Espanya i rector de la Universitat de Barcelona.

## Biografia
Va néixer al s. XIX. Fou professor de l'Escola Provisional de Jurisprudència de la Universidad de Madrid. Catedràtic de la Facultat de Jurisprudència de la Universidad Literaria de Salamanca (1846) i rector d'aquesta. Rector de la Universidad de Granada (1861-1865), de la Universidad de Zaragoza (1865). Fou nomenat catedràtic d'història i institucions de dret civil d'Espanya el 10 d'octubre de 1857, per trasllat des de Salamanca. En fou destituït un any més tard per assumir el 12 d'octubre de 1858 la càtedra d'elements de dret mercantil i penal, de la que va cessar el 25 de febrer de 1861 per anar a ocupar el càrrec de rector a Granada.
L'any 1865 és traslladat des de la Universitat de Saragossa, on era rector, a la Universitat de Barcelona per ocupar el mateix càrrec. Va publicar el Curso de Derecho Mercantil que va ser manual recomanat en els estudis de jurisprudència durant els anys 1854-1856, 1858, 1861, 1864, 1867 Fou rector fins que la Junta Revolucionària el relleva del càrrec el 9 d'octubre de 1868. Va morir el 1872 al seu poble natal.

## Publicacions
- González Huebra, Pablo. Curso de derecho mercantil. Madrid : impr. á cargo de C. Gonzalez, 1853-1854. Disponible a: Catàleg de les biblioteques de la UB
- González Huebra, Pablo. Tratado de quiebras. Madrid : Imprenta de C. González, 1856. Disponible a : Catàleg de les biblioteques de la UB
- González Huebra, Pablo. Curso de derecho mercantil. Barcelona : Imprenta del heredero de José Gorgas, 1859. Disponible a: Catàleg de les biblioteques de la UB
- González Huebra, Pablo. Curso de derecho mercantil. Madrid : libr. de Sanchez, 1867. Disponible a: Catàleg de les biblioteques de la UB